# Єдиний кодекс військової юстиції США
Єдиний кодекс військової юстиції ( UCMJ, 64 стат. 109, 10 USC §§ 801–946 [Архівовано 2 лютого 2022 у Wayback Machine.] ) є основою військового права в Сполучених Штатах . Його впровадив Конгрес Сполучених Штатів відповідно до повноважень, наданих Конституцією Сполучених Штатів у статті 1, розділу 8, яка передбачає, що «Конгрес має владу. . . . Скласти Правила управління та регулювання сухопутних і військово-морських сил ».

## Історія
30 червня 1775 року Другий Континентальний конгрес ухвалив 69 статей війни для регулювання поведінки особого складу Континентальної армії . 
Після ратифікації 1788 року стаття I, розділу 8 Конституції Сполучених Штатів передбачала, що Конгрес має повноваження регулювати сухопутні й військово-морські сили.  10 квітня 1806 року Конгрес Сполучених Штатів ухвалив 101 статтю війни, які суттєво не переглядали понад століття. Розвиток статей війни припав на першу половину двадцятого століття, вперше їх було змінено 1916 і 1920 років. 1948 року Конгрес реформував Статті відповідно до Закону про вибіркову службу 1948 року, проте їх військово-морський аналог майже не зазнав змін. Система військової юстиції продовжувала діяти відповідно до статей війни і статей керівництва ВМС до 31 травня 1951 року, коли набув чинності Єдиний кодекс військової юстиції.
Конгрес прийняв Єдиний кодекс військової юстиції 5 травня 1950 року, а наступного дня його підписав президент Гаррі С. Трумен. Кодекс набув чинності 31 травня 1951 року. Слово уніфікований в назві Кодексу стосується його послідовного застосування до всіх збройних сил замість попередніх статей війни, статей уряду й дисциплінарних законів окремих служб. 
Єдиний кодекс військової юстиції, Правила воєнних судів (військовий аналог Федеральних правил кримінального процесу) і Військові правила доказу (аналог Федеральних правил доказу) розвивалися з моменту їх впровадження, зазвичай одночасно з федеральною системою цивільного кримінального правосуддя. Можна вважати, що Єдиний кодекс військової юстиції випередив зміни в цивільному кримінальному правосудді. Розглядом справ і доказів займається «військовий суд» (колегія офіцерів), що став, по суті, судом присяжних, сформованим з військовослужбовців. У такому суді розглядають більшість кримінальних злочинів, скоєних військовослужбовцями: від дезертирства (85 стаття) до викрадення людей (125 стаття Єдиного кодексу військової юстиції США). Поточну версію Єдиного кодексу військової юстиції подано в останньому виданні Посібника для військових судів (2019). Туди також було внесено зміни, затверджені Президентом, та Закони про дозвіл на національну оборону 2006 та 2007 років.

## Юрисдикція

### Військові суди
Військові суди проводяться відповідно до Єдиного кодексу військової юстиції та Посібника для воєнних судів ( MCM). Якщо в результаті судового розгляду винесено обвинувальний вирок, справу переглядає орган скликання – командир, що передав справу на розгляд до військового суду. Орган скликання має право пом’якшити висновки й вирок, скасувати вирок і/або повернути вирок до військового суду для повторного розгляду.
Якщо вирок, який затвердив орган скликання, передбачає смерть, звільнення з посади за погану поведінку, безчесне звільнення, звільнення або ув’язнення на один рік чи більше, справу переглядає суд проміжної інстанції. Це чотири можливі суди: Апеляційний суд Сухопутних військ, Апеляційний суд морської піхоти, Апеляційний суд ВПС та Апеляційний суд берегової охорони .

### Несудове покарання
Відповідно до статті 15 Кодексу (підрозділ III), військові командири мають право застосовувати несудове покарання (НСП) до підлеглих за незначні порушення дисципліни. Такі покарання виконують без залучення судей або присяжних. Покарання обмежують зниженням чину для рядових, втратою зарплатні, обмеженням привілеїв, додатковими обов’язками, доганою, а на кораблі — ув’язненням. Інструкції щодо накладення НСП містяться в частині V Посібника для військових судів і в різних правилах служб.

## Зовнішні посилання
- Uniform Code of Military Justice [Архівовано 2 лютого 2022 у Wayback Machine.]
- Manual for Courts-Martial United States (2019 Edition) [Архівовано 19 січня 2022 у Wayback Machine.] Caution: PDF document.
- The original version of the MCM from the Library of Congress [Архівовано 11 лютого 2021 у Wayback Machine.] Caution: 5.53 MB PDF document.
- Шаблон:Internet Archive short film
- Шаблон:Internet Archive short film